# Antilia

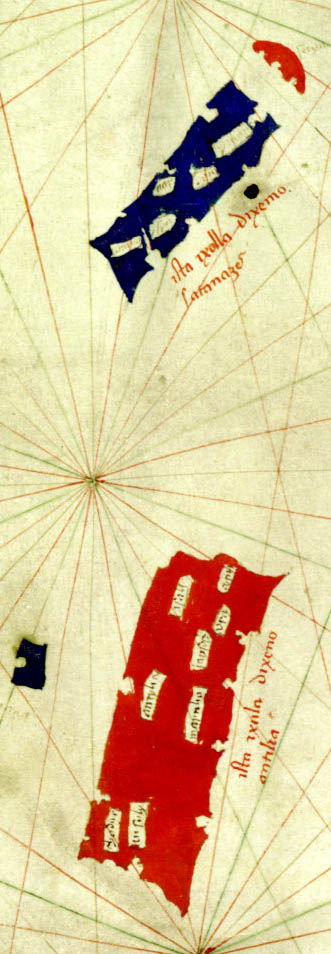
Ausschnitt aus Pizziganos Karte von 1424; die rote Insel ist Antilia, die blaue Satanazes

Antilia, auch Antillia geschrieben, ist eine Phantominsel, die auf Seekarten und in Atlanten des 15. und frühen 16. Jahrhunderts zu finden ist. Sie soll zwischen den Kontinenten Europa und Amerika im nördlichen Atlantischen Ozean liegen.

## Legende der „Insel der sieben Bischöfe“
Antilia ist auch als die Insel der sieben Bischöfe bekannt. Dem liegt folgende Legende zugrunde:
Im Jahr 711 begann die maurische Invasion Spaniens unter Tariq ibn Ziyad. In einem mehrere Jahre dauernden Feldzug besiegten die Muslime die westgotische Streitmacht und eroberten den größten Teil der Iberischen Halbinsel, bis sie 732 in der Schlacht von Tours und Poitiers geschlagen wurden. Der Erzbischof von Porto und sechs weitere katholische Bischöfe, so heißt es, seien mit einem Schiff vor den Muslimen geflohen und überquerten den Atlantik, bis sie auf eine Insel mit Namen Antilia trafen. Hier ließen sie sich nieder, verbrannten ihre Schiffe und gründeten sieben goldene Städte, jeder Bischof eine, die, so die Legende, unter dem besonderen Schutz Gottes standen. Dies führte zu ihrem zweiten Namen: Insel der sieben Städte. Als Gegenpol erschuf Satan im Norden von Antilia die Insel Satanazes. Diese Vorstellung passt gut zu dem im christlichen Mittelalter (teils bis in die Neuzeit) verfolgten griechischen Ideal von Symmetrie und Gleichgewicht in der Geographie.
Martin Behaim zeichnete die Insel Antilia (Jnsula antilia septe ritade) auf seinem Globus von 1492 ein und schrieb dazu folgende Erläuterung:

„als man zelt nach cristi gepurt 734 jor als gam hispania von de heiden auf affrica gewonen wurdt do wurdt bewont di obgeschriben Jnsula antilia genant Septe ritade von einem erzbischoff von porto portigal mit sechs andern bischoffe und andern cristen man und frawen dj zu schiff von hispanie dar geflohen komen mit jrem vieh hab und gut anno 1414 ist ein schiff aus hispania ungefert darbei gewest am negsten.“

Eine ähnliche Geschichte des Gründungsmythos der Insel schildert Johannes Ruysch auf seiner Karte von 1507:

„Ista insula Antilia aliquando a Lusitanis est inventa, sed modo quando questur non invenitur. Invente sunt in illa gentes que hispanica lingua loquuntur, que tempore Regis Roderici, qui ultimus in Hispania tempore gotorum rexit, ad hanc insulam a facie Barbarorum, qui tunc Hispaniam invaserat, fugisse creduntur. Habent hic l archiepiscopum cum 6 aliis episcopis, et qulibet illorum suam habet propriam civitatem, quare a multis insulam 7 civitatum dicitur. Hic populus cristianissime vivit, omnibus divitiis seculi huius plenus.
Diese Insel Antilia wurde einst von den Lusitanern [Portugiesen] entdeckt, aber sooft man sie sucht, wird sie nicht gefunden. Auf ihr wurden Völker entdeckt, die die hispanische [spanische] Sprache sprechen, die in der Zeit des Königs Rodericus, der als letzter in der Zeit der Goten in Hispania [Spanien] regierte, zu dieser Insel vor dem Anblick der Barbaren, die damals in Spanien eingefallen waren, geflohen sind, wie man glaubt. Es gab hier 1 Erzbischof mit 6 anderen Bischöfen, und jeder von ihnen hatte seine eigene Stadt, weshalb die Insel von vielen die Insel der 7 Städte genannt wird. Dieses Volk lebte sehr christlich, mit allen Reichtümern seiner Zeit.“

## Darstellung auf Karten
Antilia ist auf zahlreichen Karten des 15. und der ersten Hälfte des 16. Jahrhunderts eingezeichnet. Die folgende Aufzählung ist eine Auswahl und nicht abschließend:

### Zuane Pizzigano 1424
Soweit bisher bekannt ist, war Antilia erstmals auf einer Zuane Pizzigano zugeschriebenen Portolankarte von 1424 eingezeichnet. Über die eigentliche Herkunft der auf Pergament gezeichneten 57 × 89 cm großen Seekarte ist nichts bekannt. Der Dialekt, in dem die Legende abgefasst ist, legt nahe, dass sie original aus der Republik Venedig stammt. Der Name des ursprünglichen Kartenmachers wurde entfernt und mit dem Namen „Zuane pizzi“ (Zuane Pizzigano) überschrieben.
Antilia ist ganz im Westen auffallend groß (fast so groß wie Irland) als hochgradig stilisierte, rechteckige und rot gefärbte Struktur eingezeichnet. Sie liegt am Rande der damals bekannten Welt – von Amerika hatte man in Europa noch nichts gewusst – und ist Teil eines Archipels, der aus den Inseln Antilia (ista ixolla dixemo antilia), Satanazes, Ymana und Saya besteht. Der Archipel liegt etwa auf der Höhe von Gibraltar, westlich einer Inselgruppe, die als die Azoren gedeutet wurde. Die Azoren waren zwar vage bekannt, aber Diogo de Silves hat die Inseln erst 1427 im Auftrag von Heinrich dem Seefahrer aufgesucht und für Portugal in Besitz genommen. Antilia ist mit sieben Buchten dargestellt, vier im Osten und drei in Westen, die jedoch keinen Flüssen zugeordnet und ebenfalls stilisiert als dreieckige Kerben gezeichnet sind. Landschaftsformen im Inselinnern sind nicht abgebildet. Den Buchten sind sieben Städte zugeordnet: Asay, Ary, Vra, Jaysos, Marnlio, Ansuly und Cyodne. Diese Städte gibt es auch auf späteren Karten, doch tragen sie dort zum Teil abweichende Namen. Ein Vergleich mit den übrigen Ländern auf der Karte zeigt, dass Antilia (und Satanazes) keiner natürlichen Landschaftsform entsprechen.

### Battista Beccario 1435
Die Portolankarte des Battista Beccario ist eine 65 × 86 cm große Karte auf Pergament, die Europa und den nordwestlichen Teil von Afrika zeigt. Beccario bezeichnet die Antilia-Gruppe als Insulle a novo rep[er]´te (neu entdeckte Inseln). Die Insel Antilia liegt etwa auf der Breite von Gibraltar, ähnlich wie auf der Pizzigano-Karte, und hat dieselbe, rechteckige Form. Satanazes ist jedoch nach Norden gerückt, etwa auf die Breite von Ouessant. Nördlich von Satanazes liegt die Insel Saya mit ihrem charakteristischen, halbmondförmigen Umriss, sie trägt jedoch den Namen I.[nsula] in Mar.

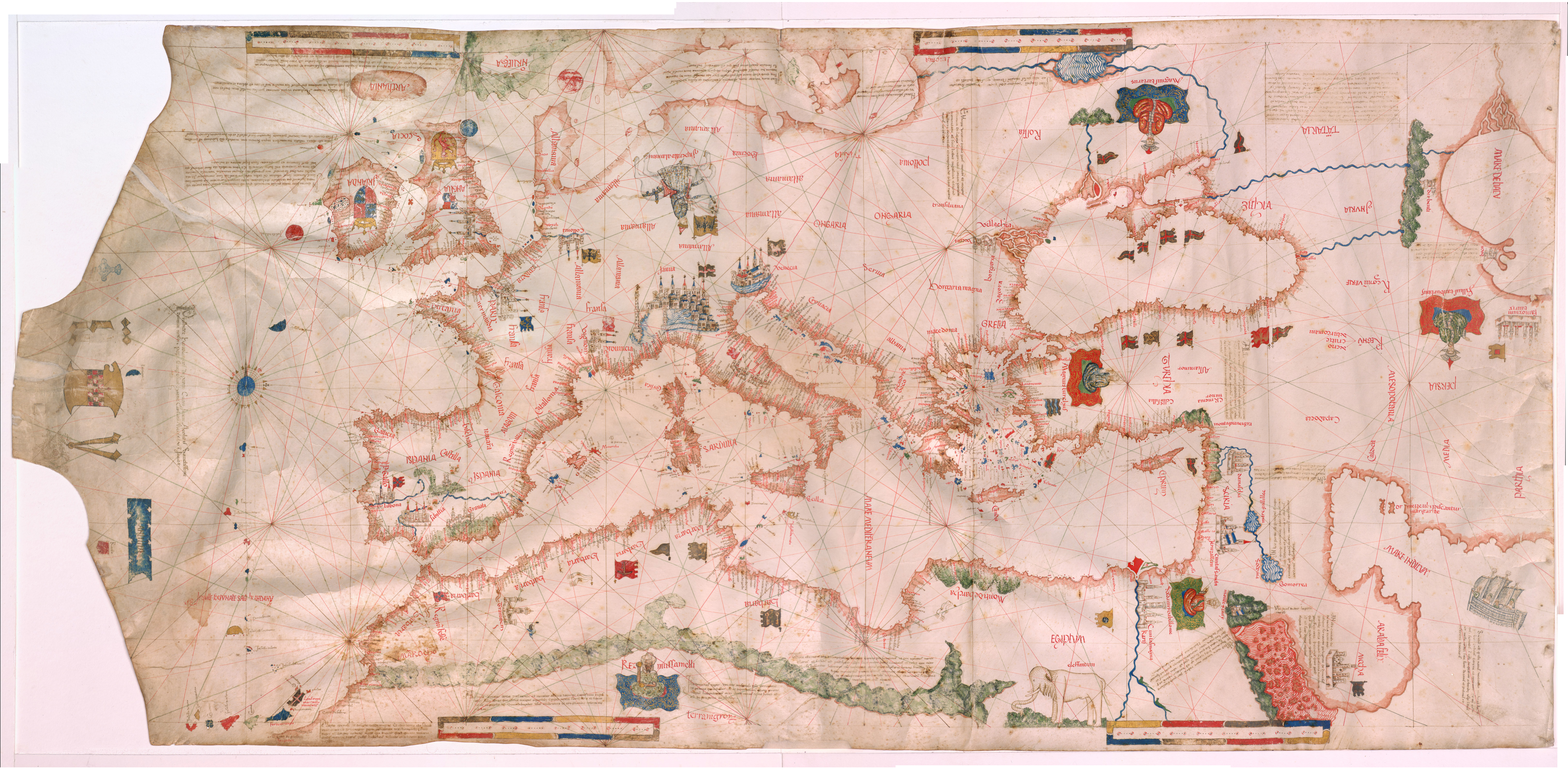
Paretos Karte von 1455; Antilia ist die blau umrandete Insel im Westen

### Bartolomeo Pareto 1455
Die Portolankarte des Priesters und Kartografen Bartolomeo Pareto aus Genua zeigt Antilia (hier blau umrandet) mit Ymana (Roillo) etwa in der gleichen Position wie in Pizziganos Karte. Auffallend ist jedoch, dass die Insel Satanazes fehlt. Dafür ist die kleine Insel Saya in Form eines liegenden Halbmondes – hier Camnar (?) genannt – weit nach Norden gerückt.

### Albino de Canepa 1489

Portolankarte des Albino de Canepa; Antilia ganz links, unterhalb der Bildmitte

Auf der Portolankarte des Albino de Canepa von 1489 ist Antilia als große und rot umrandete Insel etwa auf der gleichen Position wie in der Pizzigano-Karte eingezeichnet, zusammen mit der Nebeninsel Ymana, die hier Roillo genannt wird. Die rechteckige Form hat Canepa offensichtlich von der Pizzgano-Portolankarte übernommen, ebenso die sieben Buchten der Insel, drei im Westen und vier im Osten. An diesen Buchten sollen die sieben goldenen Städte liegen, die auch auf mehreren anderen Karten erwähnt sind.

### Paolo dal Pozzo Toscanelli 1474
Der italienische Arzt, Mathematiker, Astronom und Kartograf Paolo dal Pozzo Toscanelli beschäftigte sich mit dem Gedanken, man könne Asien von Europa aus auf dem westlichen Seeweg erreichen. Damals glaubten die Portugiesen, mit dem Golf von Guinea bereits das südliche Ende Afrikas erreicht zu haben. Der Weg zu den Reichtümern Indiens läge mit einer kurzen Umfahrung des Kontinents offen vor ihnen. Aber dann verdichtete sich die Erkenntnis, dass sich die afrikanische Westküste hinter dem heutigen Kamerun weit nach Süden ausdehnt. Die Möglichkeit einer Umrundung Afrikas schien damit in weite Ferne gerückt. Deshalb erhielt Toscanellis Vorstellung eines westlichen Seeweges nach Indien neue Aktualität und König Alfons V. von Portugal befahl seinem Beichtvater, Canonicus Fernam Martins, an Toscanelli zu schreiben und ihn um nähere Erläuterung seiner Idee zu bitten. In seinem Antwortbrief vom 25. Juni 1474 erwähnt Toscanelli, dass er dem König eine eigenhändig gezeichnete Karte übersende (die heute verschollen ist). Über die Insel Antilia, die Toscanelli als Zwischenstation auf der Route nach China ansieht, schreibt er:

„Von der gleichfalls bekannten Insel Antilia, die ihr Insel der 7 Städte nennt, zu der sehr berühmten Insel Cippangu sind es 10 Spatien. Jene Insel ist aber sehr reich an Gold, Perlen und Edelsteinen; Tempel und Paläste deckt man mit reinem Golde.“

Toscanelli übersandte Christoph Kolumbus eine Kopie seines Briefes und der Karte, die er im Auftrag des Königs von Portugal erstellt hatte und auf der er seine Ideen skizzierte.:35 f. Die Karte zeigte den zwischen China bzw. Japan und Europa liegenden Atlantischen Ozean, von dem Pierre d’Ailly in seinem astronomischen und geographischen Buch Imago mundi von 1410 behauptete „das Meer ist klein zwischen der weitesten Grenze Spaniens im Osten und der nächsten von Indien aus dem Westen“ und dass „dieses Meer in wenigen Tagen schiffbar ist, wenn der Wind günstig ist“. Die große Insel Antilia liegt etwa in der Mitte des wesentlich zu kleinen Atlantiks. Wie wir heute wissen, hatte diese Korrespondenz bemerkenswerte Folgen für die Reise von Christoph Kolumbus, der glaubte, seine Fahrt dauere nur wenige Tage.

### Johannes Ruysch 1507
Die Weltkarte des Johannes Ruysch zeigt Antilia ohne die übrigen Inseln des Archipels. Antilia Insula ist zwischen Hispaniola und den Azoren positioniert, wobei die Distanzen viel zu kurz gewählt sind. Zwar war Amerika schon bekannt, aber die Ausdehnung des Atlantischen Ozeans wurde erheblich unterschätzt. Antilia ist sehr groß abgebildet, fast so groß wie Hibernia, und zeigt die aus der Pizzigano-Karte bekannte, rechteckige Struktur nur noch ungefähr. Insofern unterscheidet sich die Darstellung bei Ruysch von älteren Karten.

### Pietro Martire d’Anghiera 1511
Der Mönch, Geograf und Geschichtsschreiber Petrus Martyr von Anghiera, Chronist und Zeitgenosse von Christoph Kolumbus, behauptet in seinem 1511 in Sevilla gedruckten Buch De Orbe Novo Decades, einer umfassenden Beschreibung der Entdeckung Amerikas durch die Spanier, dass Columbus Antilia gesehen habe:

„Turning ther fore the stemmes of his shyppes towarde the East, he affyrmed that he had found the ilande of Ophir, whither Solomons shippes sayled for golde. But the discription of the Cosmographers well considered, it seemeth that both these, and the other ilandes adioynyng, are the ilands of Antilia.
Er [Kolumbus] drehte daher die Steven seiner Schiffe nach Osten und nahm an, er habe Ophir gefunden, wohin Solomons Schiffe nach Gold segelten, aber nach sorgfältiger Prüfung der Beschreibungen der Kosmographen scheint es, dass sowohl diese als auch die anderen angrenzenden Inseln die Inseln von Antillia sind.“

Pietro Martire d’Anghiera verwechselt wahrscheinlich die Großen Antillen, die Kolumbus tatsächlich ansteuerte, mit der Insel Antilia. Interessant ist, dass er Antilia mit dem sagenhaften Ophir in Verbindung bringt. Das erklärt sich daraus, dass die unterschiedlichen Goldland-Mythen die Menschen von der Antike bis in die Neuzeit (und manchmal heute noch) fasziniert haben. Das Goldland Salomos wurde zwar oft in Afrika gesucht, nach der Entdeckung des amerikanischen Kontinentes verlagerte sich aber die Suche nach Gold dorthin und auf die neu entdeckten Inseln.
Bis 1587 taucht Antilia noch auf mehreren Karten auf, ist jedoch auf einigen anderen nicht (mehr) eingezeichnet, zum Beispiel:
- Mappa Mundi des venezianischen Mönchs und Kartografen Fra Mauro von 1459
- Lorenz Fries: Oceani occidentalis Seu Terre Noue Tabula Christophorus Columbus natione Italus, patria Genuensis. Lyon 1535 (posthum herausgegeben)
- Porcacchi Tommaso (1530–1585): Descrittione dell'Isola et terra di Santa Croce, overo Mondo Nuovo. Venedig 1572
- Cornelis de Jode: Americae Pars Borealis, Florida, Baccalaos, Canada, Corterealis . . . Antwerpen 1593 (allerdings zeigt sie noch die ebenfalls nicht existierende Sankt-Brendan-Insel)

Im 17. Jahrhundert, mit zunehmender Erkundung des Atlantischen Ozeans, verschwindet die Insel Antilia völlig aus den Karten. In Johannes Blaeus Atlas von America ist sie nicht mehr zu finden.

## Lage Antilias
Auf den meisten Karten jener Zeit ist Antilia zwischen 30° und 40° nördlicher Breite platziert, ungefähr in der Mitte zwischen Asien und Europa, auf späteren Karten, als Amerika bereits entdeckt war, zwischen Amerika und Europa. Wenn die Antillen eingezeichnet sind, liegt die Insel Antilia westlich oder nordwestlich davon. Eine Ausnahme macht der Behaim-Globus, dort liegt Antilia südlich der Azoreninsel Flores.
Die Position Antilias auf der Weltkarte von Johannes Ruysch von 1508 ist westlich der Azoren und südöstlich Neufundlands, das entspräche auf heutigen Karten ungefähr dem Standort der Bermuda-Inseln. Gerhard Mercator platziert auf seiner Mappa Mundi von 1538 die Insel Antilia (Insula 7 civitatum) nördlich der Bermudas.
Man darf annehmen, dass Antilia ein Phantasieprodukt mittelalterlicher Glaubensvorstellungen war, dennoch gibt es mehrere Theorien welcher Insel (oder Inselgruppe) Antilia entsprechen könnte.
Eine Hypothese hält die Großen Antillen für den Antilia-Archipel, dabei entspräche Antilia der Insel Kuba, Ymana Jamaika und Satanazes dem südlichen Teil von Florida. Eine größere Insel der Bahamas könnte Saya (auch Taumar genannt) entsprechen, möglicherweise Abaco oder Grand Bahama Doch bereits Alexander von Humboldt bezweifelte, dass Antilia mit Haiti oder Kuba identisch ist.:128

## Suche nach Antilia
Nach Erhalt von Toscanellis Brief glaubte auch Christoph Kolumbus an die Existenz von Antilia, zumal die Insel auf mehreren zeitgenössischen Karten verzeichnet war. Man darf daher annehmen, dass er sich auch auf die Suche nach der geheimnisvollen Insel der sieben Städte machte. Sein Sohn Fernando schrieb in der Biographie über seinen Vater

„Della isla Antilia hasta la de Cipango, se cuentan diez espcios que hacen 225 Leguas. Es tan abudante en pedrería y oro, que cubren los temblos y los palacios reales con planchas de ello.
Von der Insel Antilia bis zu der von Cipango [Japan] sind es zehn Spatien, das sind 225 Leguas [1250 km]. Sie ist so reich an Edelsteinen und Gold, dass man die Tempel und die königlichen Paläste mit Platten davon bedeckt.“

Dem widerspricht allerdings der deutsche Orientalist Paul Kahle. Er ist der Meinung, dass Kolumbus zwar die Existenz von Antilia nicht bezweifelte, dass er aber „auf Grund seiner Entdeckungen es sich nicht denken konnte, dass in der Gegend eine Insel mit derartigen sieben Städten existieren könnte.“
Nach den diversen Gerüchten über den Goldreichtum Antilias dauerte die Suche nach der Insel an. Der portugiesische Soldat und Chronist António Galvão (ca. 1490–1557) berichtet, dass eine portugiesische Karavelle im Jahr 1447 die Straße von Gibraltar passierte und in einem Sturm weit nach Westen abgetrieben wurde. Schließlich erreichte sie eine Insel mit sieben Städten, deren Bewohner die Seeleute auf Portugiesisch fragten, ob die Mauren, vor denen sie geflohen waren, noch immer Spanien besetzt hielten. Der Bootsmann las etwas Sand am Strand auf, den er nach seiner Rückkehr an einen Goldschmied in Lissabon verkaufte, der daraus „eine gute Menge Goldes“ ausschmolz.
Auch der portugiesische Adelige und Seefahrer Diogo de Teive beschloss, die goldene Insel Antilia zu suchen und ließ sich von König Alfons V. einen Patentbrief ausstellen, der ihn zum Herrn über alle von ihm neu entdeckten Länder machte. 1452 brach er von Faial auf und segelte „mit dem Wind Lebechio 150 Leguas“ (das sind rund 830 km) nach Westen. Er fand Antilia nicht, entdeckte jedoch Flores und Corvo, die beiden westlichsten Inseln der Azoren.
Giovanni Caboto (oder englisch John Cabot), ein italienischer Händler und Seefahrer in englischen Diensten, wollte eine kurze Handelsroute finden, um den Seehandel mit Japan und China gefahrloser und profitabler zu gestalten. Er suchte einen nördlichen Seeweg, später als Nordwestpassage bekannt, und versuchte Spanien und Portugal, die damals größten Seemächte, von seinem Vorhaben zu überzeugen. Als er wenig Interesse fand, wandte er sich an König Heinrich VII. von England, der ihm 1496 einen Schutzbrief ausstellte und ihm erlaubte, neues Land zu entdecken „das bis zu dieser Zeit allen Christen unbekannt“ war. Im Mai 1497 brach er mit der Matthew von Bristol nach Westen auf und entdeckte einen Monat später die Insel Neufundland. Eine Folge von Cabots Reise war, dass England den Besitz über den nordamerikanischen Teilkontinent beanspruchte. Spanien und Portugal hatten 1494 im Vertrag von Tordesillas die Welt unter sich aufgeteilt, sodass Cabots Unternehmung die Besitzansprüche beider Länder bedrohte. Am 24. August 1497 sandte Raimondo de Soncino, Gesandter des Hofes von Mailand in London, einen Brief an den Herzog von Mailand, um ihm von Cabots Reise zu berichten:

„Auch sandte vor einigen Monaten Seine Majestät der König [gemeint ist Heinrich VII.] einen Venezianer aus, der ein guter Seefahrer und sehr fähig im Entdecken neuer Inseln ist. Er kehrte sicher zurück und hat zwei neue, sehr große und fruchtbare Inseln entdeckt, zudem hat er auf der Passage nach Westen die Sieben Städte gefunden, in 400 Leagues [ca. 2200 km] Entfernung von England.“

Cabot unternahm noch eine weitere Reise, um Cipangu zu entdecken, kehrte aber von dieser Fahrt nicht mehr zurück. Die kühne Behauptung von Soncino, Cabot habe Antilia entdeckt, dürfte nicht zutreffen. Zur Lokalisierung von Antilia taugt Soncinos Bericht nicht.

## Wortherkunft
Alexander von Humboldt bietet eine interessante Theorie zum Ursprung des Namens Antilia an: Er hält ihn für eine Ableitung aus dem Arabischen. Auf der Erdkarte des arabischen Historikers Ibn al-Wardi aus dem 13. Jahrhundert findet man eine Insel mit dem Namen Tinnin. Die Ungeheuer Tinnin und Su‘ban, kann man als die zwei „klassischen“ Drachen der arabisch-islamischen Tradition ansehen. Den Namen auf der Karte übersetzt Humboldt daher als „Insel der Seedrachen“.:435–436

„Die Ansicht liegt nahe, daß das Wort Antillia dieselbe Bedeutung habe und von Tinnin abzuleiten sei. Die Anfangssilbe scheint mir vielmehr aus dem arabischen Artikel [al] entstanden zu sein. Aus Al-Tinnin oder Al-Tin hat man allmälig Antinna oder Antilla gemacht.
[...] vielleicht ist der Name Antillia, welcher zum ersten Male auf einer venetianischen Karte vom Jahr 1436 erscheint, nichts anderes als eine portugiesische, einer geographischen Benennung der Araber gegebene Form.“

Der Geograf Konrad Kretschmer glaubte hingegen, der Name Antilia sei eine Zusammenziehung der portugiesischen Wörter ante und ilha (vor und Insel), in der Bedeutung von „Vorderinsel“ oder „Insel vor der Küste“, also eine Insel, die vor dem amerikanischen Kontinent liegt, wobei Kretschmer unterstellt, dass Amerika den Portugiesen bereits vor der Reise des Christoph Kolumbus bekannt war.
Dieser Meinung schließt sich der portugiesische Historiker Armando Cortesao an.  Er schreibt:

„Der Ursprung und die Bedeutung des Wortes Antilia waren Gegenstand vieler Kontroversen. Tatsächlich setzt sich Antilia aus zwei portugiesischen Wörtern zusammen: ante oder anti und ila, eine archaische Form des portugiesischen ilha, d.h. Insel. Es ist daher ein rein portugiesisches Wort und sollte eine Insel bezeichnen, die vielleicht zu Beginn des fünfzehnten Jahrhunderts von einigen unbekannten Seefahrern, wahrscheinlich Portugiesen, entdeckt wurde und vor einem Kontinent gegenüber dem europäischen Kontinent liegt, den man zunächst für Asien hätte halten können.“